# Rosenrot (pjesma)
"Rosenrot" (ruža crvena) singl je s istoimenog albuma njemačkog sastava Rammstein.